# Allémossa
Allémossa (Leucodon sciuroides) är en bladmossart som beskrevs av Schwaegrichen 1816. Allémossa ingår i släktet Leucodon och familjen Leucodontaceae. Arten är reproducerande i Sverige. Inga underarter finns listade i Catalogue of Life.